# Đồng tính luyến ái ở Ấn Độ
Đồng tính luyến ái được coi là một đề tài cấm kỵ trong xã hội dân sự và chính phủ Ấn Độ. Bàn luận công khai về đồng tính luyến ái ở Ấn Độ bị cấm vì thực tế là không có bàn luận công khai về bất kỳ dạng tình dục nào. Tuy nhiên, những năm gần đây, thái độ đối với đồng tính luyến ái đã thay đổi một ít. Đặc biệt, có nhiều bàn luận và mô tả về đồng tính luyến ái hơn trên thông tin truyền thông và của Bollywood. Ngày 2 tháng 7 năm 2009, Tòa án cấp cao Delhi đã bỏ luật cấm quan hệ tình dục đồng giới của người lớn và quyết định rằng điều 377 của Luật hình sự Ấn Độ là mâu thuẫn với những quyền cơ bản của Hiến pháp Ấn Độ.
Tôn giáo đóng một vai trò quan trọng trong hình thành phong tục tập quán người Ấn. Trong khi đồng tính luyến ái không được đề cập rõ ràng trong các quyển kinh đạo Hindu, tôn giáo lớn nhất Ấn Độ, vài cách giải thích cho rằng tôn giáo này lên án đồng tính luyến ái. Nhiều học giả có cái nhìn khác nhau về vị trí của đồng tính luyến ái trong truyền thống tôn giáo chính của Ấn Độ. Có nhiều lập luận rằng đồng tính từng phổ biến và được chấp nhận trong xã hội Hindu ngày xưa.
Nhiều tổ chức như Naz Foundation (India) Trust, Tổ chức Kiểm soát AIDS quốc gia, Ủy ban luật Ấn Độ, Bộ Liên hiệp Sức khỏe, Ủy ban Nhân quyền Quốc gia và Ủy ban Kế hoạch Ấn Độ đã công bố rõ ràng là hỗ trợ việc bỏ cấm đồng tính luyến ái ở Ấn Độ và kêu gọi sự công bằng xã hội cho người đồng tính, song tính và hoán tính.
Năm 2013, Tòa án tối cao Ấn Độ tuyên bố tái áp dụng Điều luật 377, theo đó sẽ phạt những hành vi thú dâm và đồng tính lên tới 10 năm tù giam. Phán quyết này nhận được sự ủng hộ từ nhiều tổ chức Ấn Độ. Tờ Daily new nhận định "các tổ chức tôn giáo thường chia rẽ với nhau, nhưng họ đều đồng loạt chỉ trích đồng tính luyến ái và bày tỏ tình đoàn kết với phán quyết này". Lãnh đạo giáo hội Hindu Ấn Độ phát biểu: "Đây là một quyết định đúng đắn. Đồng tính luyến ái là chống lại nền văn minh Ấn Độ. Nó khiến chúng ta suy đồi và trở lại gần giống như động vật. Hôm nay họ nói về quan hệ tình dục đồng tính; ngày mai họ sẽ nói về quan hệ tình dục với động vật. Tòa án tối cao đã bảo vệ nền văn hóa của chúng ta." Để biện luận cho phán quyết tái hình sự hóa đồng tính, thông cáo của Hội đồng tòa án tối cao ghi:
Tòa án tối cao đã từng loại bỏ đạo đức như là một nguồn của pháp luật, bỏ qua thực tế rằng các thử nghiệm về tính hợp lý của pháp luật phải bao gồm cả giá trị về đạo đức và luân lý
Ngày 6-9-2018, cả 5 thẩm phán của Tòa Án Tối Cao Ấn Độ đều nhất trí hủy bỏ lệnh cấm tình dục đồng giới vì vi phạm nhân quyền và gây tổn thương cho người đồng tính. Quyết định này đã được các tổ chức nhân quyền nhiệt liệt hoan nghênh. Ông Meenakshi Ganguly, giám đốc tổ chức Quan sát Nhân quyền Nam Á phát biểu:"Cảm ơn những người đã đấu tranh vì điều này và dám đối mặt với loại định kiến tồi tệ nhất. Hôm nay là ngày vui với nhân quyền".